# Åsne Seierstad
Åsne Seierstad   (Oslo i Lillehammer, 10 de febrer de 1970) és una periodista, corresponsal de guerra i escriptora noruega.
Llicenciada en filologia russa i espanyola per la Universitat d'Oslo i ciències polítiques a la Universitat de Moscou, Åsne Seierstad col·labora com a corresponsal per a diaris escandinaus des de diversos llocs del món. Ha cobert la informació d'importants conflictes bèl·lics i té publicats diversos llibres de cròniques.
La seva obra més popular, El llibreter de Kabul (2002), va esdevenir un best-seller internacional.

## Obra traduïda al català
- El llibreter de Kabul (2002)
- 101 dies a l'Iraq.: El viatge d'una cronista (2004)[4]
- Utoya. Un dels nostres: La història d'Anders Breivik i la massacre a Noruega (2018)[5]